# Kriechtitel

Beispiel für einen Kriechtitel

Ein Kriechtitel oder Crawl ist die horizontale Einblendung eines Textes in das Fernsehbild als Laufschrift. Im Gegensatz dazu laufen Rolltitel vertikal durch das Bild.
Häufig wird er bei Nachrichtensendern verwendet, um aktuelle Nachrichten als Nachrichtenticker in das laufende Programm zu integrieren. Auch Abspanne bei Fernsehsendungen werden häufig als Kriechtitel dargestellt. Andere Nutzungen sind Aktienkurse oder Eigenwerbungen für nachfolgende Sendungen, Telefonnummern für Aktionen oder Hinweise auf Programmänderungen.
Der Kriechtitel wird mit einem Schriftgenerator in das Bild eingefügt, meistens am unteren Bildrand.